# Emile Cairess
Emile Cairess (né le 27 décembre 1997) est un athlète britannique, spécialiste des épreuves de fond et de cross-country. Il a remporté la médaille de bronze sur 10 000 mètres aux Championnats d’Europe des moins de 23 ans en 2019 et une médaille d’argent aux Championnats d’Europe de cross-country en 2022. Cairess détient le record d'Europe du 10 milles sur route. Il a terminé 4ème du marathon aux Jeux olympiques de Paris en 2024, le meilleur résultat pour un coureur britannique depuis 20 ans.

## Biographie

### Jeunesse
Cairess est né à Bradford pour ensuite grandir à Saltaire. Il a obtenu une bourse pour aller à la Bradford Grammar School, où il a obtenu son diplôme en 2016. Il a ensuite étudié à l'université St Mary, à Twickenham.

### Carrière sportive
Lors de la course des moins de 23 ans aux Championnats d'Europe de cross-country 2018, Emile Cairess a chuté à la moitié du kilomètre mais a réussi à gagner 59 places pour atteindre la huitième position et gagner une médaille d'argent par équipe.
En janvier 2022, lors de l'Ibercaja de Valence, il égale le record britannique du 10 kilomètres de Mo Farah, vieux de plus de 10 ans, en 27 min 44,. Le coureur de 24 ans a établi cinq autres records personnels cette année-là (3 000 m, 5 000 m, 10 000 m, 5 km, semi-marathon). Il remporte la médaille d'argent de la course seniors des championnats d'Europe de cross-country 2022 en finissant derrière Jakob Ingebrigtsen.
Le 4 mars 2023, Cairess bat le record européen du 10 miles de Richard Nerurkar, vieux de 30 ans (46 min 02), en réalisant un temps de 45 min 57 lors du « Breaking 10 » à Barrowford,. Plus tard dans l'année, il termine sixième sur ses débuts au marathon de Londres en un temps de 02 h 08 min 07.
L'année suivante, il prend la 3e place du marathon de Londres de 2024.
Il termine 4e du marathon des Jeux olympiques de Paris.

## Palmarès
| Date | Compétition                            | Lieu       | Résultat | Épreuve        | Temps          |
| ---- | -------------------------------------- | ---------- | -------- | -------------- | -------------- |
| 2018 | Championnats d'Europe de cross-country | Tilbourg   | 8e       | Course espoirs | 24 min 7 s     |
| 2018 | Championnats d'Europe de cross-country | Tilbourg   | 2e       | Par équipes    | —              |
| 2019 | Championnats d'Europe espoirs          | Gävle      | 3e       | 10 000 m       | 28 min 50 s 21 |
| 2019 | Championnats d'Europe de cross-country | Lisbonne   | 60e      | Course espoirs | 26 min 34 s    |
| 2021 | Coupe d'Europe du 10 000 mètres        | Birmingham | 10e      | 10 000 m       | 27 min 53 s 19 |
| 2021 | Coupe d'Europe du 10 000 mètres        | Birmingham | 2e       | Par équipes    | —              |
| 2022 | Championnats d'Europe                  | Munich     | 11e      | 10 000 m       | 28 min 7 s 37  |
| 2022 | Championnats d'Europe de cross-country | Turin      | 2e       | Course seniors | 29 min 42 s    |
| 2022 | Championnats d'Europe de cross-country | Turin      | 6e       | Par équipes    | —              |
| 2023 | Marathon de Londres                    | Londres    | 6e       | Marathon       | 2 h 8 min 7 s  |
| 2024 | Jeux Olympiques                        | Paris      | 4e       | Marathon       | 2 h 7 min 29 s |

## Records
| Épreuve             | Marque         | Lieu                               | Date            |
| ------------------- | -------------- | ---------------------------------- | --------------- |
| 3 000 mètres        | 7 min 44 s 74  | Centro Sportivo Saletti, Nembro    | 2 aout 2022     |
| 3 000 mètres indoor | 7 min 59 s 45  | Sportcity Indoor Track, Manchester | 20 février 2021 |
| 5 000 mètres        | 13 min 26 s 40 | Stadion De Veen, Heusden-Zolder    | 2 juillet 2022  |
| 10 000 mètres       | 27 min 34 s 08 | Londres                            | 14 mai 2022     |
| 5 kilomètres        | 13 min 38 s    | Herzogenaurach                     | 30 avril 2022   |
| 5 miles route       | 23 min 46 s    | Alsager                            | 2 février 2020  |
| 10 kilomètres       | 27 min 44 s    | Valence                            | 9 janvier 2022  |
| 10 miles route      | 47 min 32 s    | Portsmouth                         | 20 octobre 2019 |
| Marathon            | 2 h 6 min 46 s | Londres                            | 21 avril 2024   |